# Prosopocera ficivora
Prosopocera ficivora är en skalbaggsart som först beskrevs av Francis Polkinghorne Pascoe 1864.  Prosopocera ficivora ingår i släktet Prosopocera och familjen långhorningar. Inga underarter finns listade i Catalogue of Life.